# ایمی هنیگ
ایمی هنیگ (به انگلیسی: Amy Hennig) (زاده ۱۹ اوت ۱۹۶۴) کارگردان و نویسنده فیلم‌نامه بازی ویدئویی اهل آمریکا است، او به عنوان نویسنده و کارگران در چندین بازی استودیو ناتی داگ حضور داشت. او حرفه خود را در سیستم سرگرمی نینتندو آغاز کرد و اولین بار، به عنوان طراح در بازی Michael Jordan: Chaos in the Windy City بود. او بعداً برای کار به کریستال داینامیکس رفت و در درجه اول روی مجموعه بازی Legacy of Kain کار کرد. (که او این مجموعه را بزرگترین موفقیت خود می‌داند) امی هنیگ به عنوان عضو کلیدی در ناتی داگ در مجموعه‌های جک و داکستر و آنچارتد کار کرد.
هنیگ معتقد است که مسیر خلاقانه یک فیلم‌نامه اهمیت بیشتری نسبت به گرافیک بازی دارد. مجله اج او را یکی از بانفوذترین زنان در صنعت بازی‌های ویدئویی توصیف کرده‌است.

## اوایل زندگی
هنیگ فارغ‌التحصیل کارشناسی ادبیات انگلیسی از دانشگاه کالیفرنیا، برکلی است. زمانی که به عنوان هنرمند برای یک بازی آتاری به نام ElectroCop استخدام شد، به مدرسه فیلم در دانشگاه ایالتی سان فرانسیسکو رفت. کار در این بازی باعث شد تا متوجه شود به صنعت بازی‌های ویدیویی بیش از صنعت فیلم علاقه دارد. او خیلی زود مدرسه سینما را رها کرد. هنیگ گفته که مدرک ادبیات و مطالعات فیلم به او کمک کرده‌است.

## حرفه

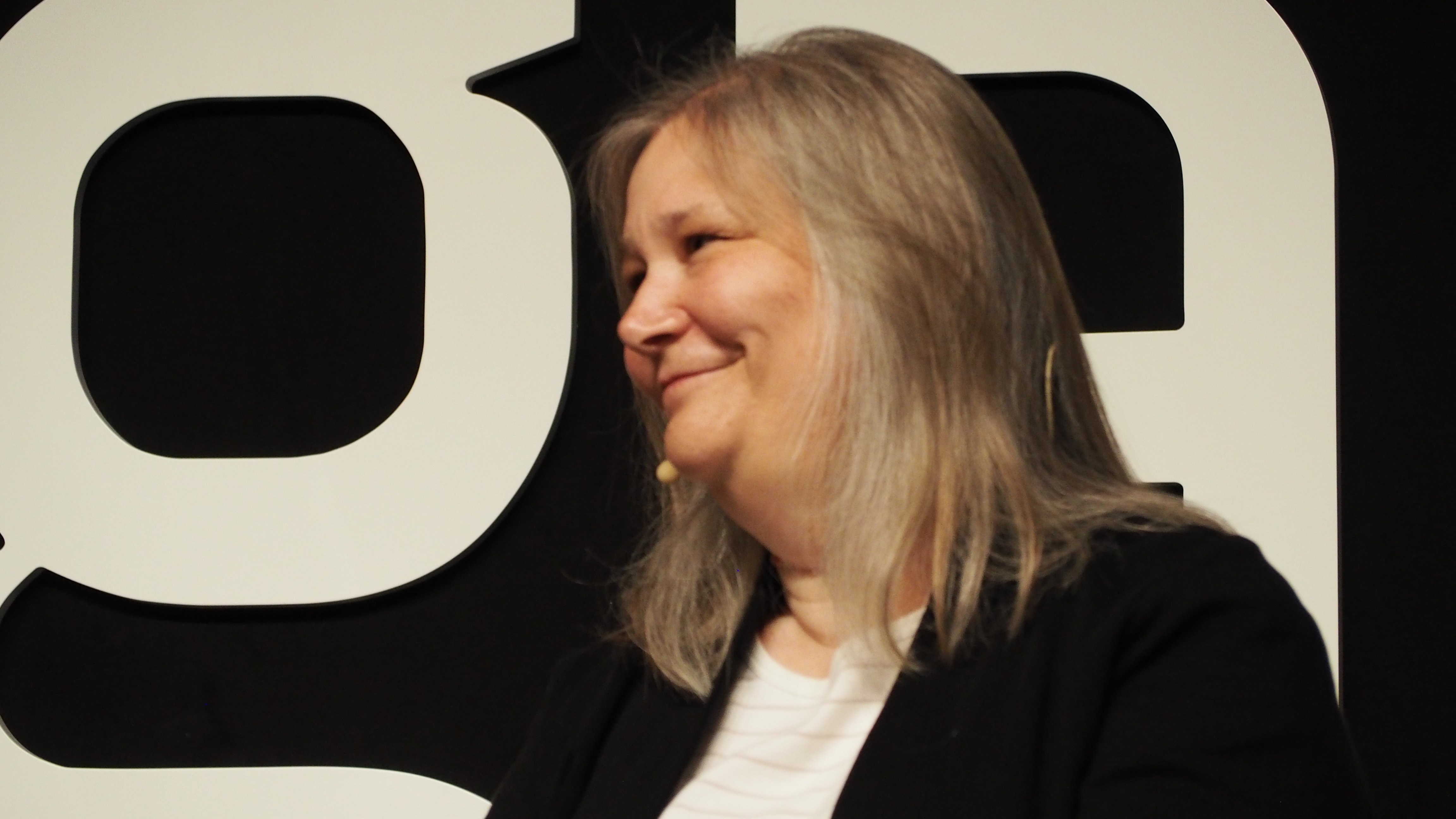
هنیگ در ۲۰۱۸

هنیگ از اواخر دهه ۱۹۸۰ در صنعت بازی ویدئویی شروع به کار کرد. بیشتر شغل‌های او در اوایل، در بازی سیستم سرگرمی نینتندو بود، او در درجه اول به عنوان یک هنرمند و انیماتور استخدام شد. اولین کار او به عنوان یک هنرمند، برای عنوان Electrocop بود، یک بازی آتاری ۷۸۰۰ که منتشر نشد. پس از آن به عنوان انیماتور و هنرمند به الکترونیک آرتس پیوست و در یک عنوان منتشر نشده، Bard's Tale 4 و حمله صحرایی: بازگشت به خلیج کار کرد. او بعداً به سمت طراحی و کارگردانی بازی‌های ویدیویی رفت.
دو سال پس از استخدام در الکترونیک آرتس، هنیگ به عنوان هنرمند بر روی عنوان Michael Jordan: Chaos in the Windy City کار کرد. هنگامی که طراح اصلی، پروژه را ترک کرد، هنیگ کار را انجام داد. در اواخر دهه ۱۹۹۰، او به کریستال داینامیکس نقل مکان کرد، و در آنجا به استودیو Silicon Knights در ساخت Blood Omen: Legacy of Kain کمک کرد. او بعداً به عنوان کارگردان خلاق، تهیه‌کننده و نویسنده بازی Legacy of Kain: Soul Reaver حضور داشت. همچنین او کارگردانی و نویسندگی بازی‌های Soul Reaver 2 و Legacy of Kain: Defiance را بر عهده داشت.
هنیگ کریستال داینامیکس را ترک کرد تا به عنوان مدیر خلاق ناتی داگ حضور پیدا کند. او قبل از اینکه به عنوان کارگردان بر روی بازی آنچارتد: اقبال دریک کار کند، در سری جک و داکستر همکاری کرد. و به عنوان نویسنده ارشد و کارگردان خلاق مجموعه آنچارتد کار کرد. در عنوان آنچارتد ۲: درمیان دزدان، هنیگ در کنار نویسندگی بازی، یک تیم ۱۵۰ نفری را هدایت کرد. پس از کارگردانی و نویسندگی برای آنچارتد ۳: فریب دریک و شروع کار روی آنچارتد ۴: عاقبت یک دزد برای پلی‌استیشن ۴، هنیگ ناتی داگ را در ۲۰۱۴ ترک کرد.
در تاریخ ۳ آوریل ۲۰۱۴، هنیگ به همراه تاد استاشویک به ویسرال گیمز پیوست تا در پروژه Ragtag یک بازی جنگ ستارگان کار کند. در ۱۷ اکتبر ۲۰۱۷ گزارش شد که الکترونیک آرتس بازی‌های استودیو ویسرال گیمز را تعطیل می‌کند و پروژه جنگ ستارگان آنان به تأخیر افتاده و به استودیوی دیگری منتقل می‌شود تا «تغییرات قابل توجهی» ایجاد شود. یک نماینده الکترونیک آرتس به پولیگان گفت که EA «در مورد بازی بعدی خود با امی در حال بحث است». هنیگ بعداً اعلام کرد که در ژانویه الکترونیک آرتس را ترک کرده و یک استودیوی کوچک جهت بررسی بازی‌های واقعیت مجازی راه اندازی کرده‌است.
هنیگ اعلام کرد که در ماه نوامبر سال ۲۰۱۹ به اسکای‌دنس مدیا پیوسته تا بر روی یک بازی جدید کار کند.

## سبک نویسندگی
هنیگ معتقد است که اصطلاح «سکوبازی» منسوخ شده و در بسیاری از بازی‌های مدرن مورد سوءاستفاده قرار می‌گیرد، او اصطلاح متفاوتی مثل «عبور» را ترجیح می‌دهد. او اعتقاد دارد که تمرکز بیش از حد روی گرافیک می‌تواند مانع پیشروی بازی شود، و می‌گوید وقتی نویسندگان بازی روی بیان خلاق تمرکز کنند، بازی‌های ویدیویی بسیار پیشرفت خواهند کرد.
او اغلب از شخصیت‌های همراه برای برجسته کردن جنبه‌های شخصیتی کاراکتر اصلی استفاده می‌کند و این کار را از طریق تعاملات درون فیلم نامه انجام می‌دهد. به عنوان مثال، شخصیت Chloe Frazer به عنوان یک شخصیت خنثی برای نیتن دریک عمل می‌کند و جنبه‌های تاریک شخصیت و گذشته او را برجسته می‌کند. او بخاطر کار بر روی آنچارتد ۲ و آنچارتد ۳ علاوه بر دریافت چندین جایزه، برنده دو جایزه Writers Guild of Writing Game Video Awards شده‌است.

## میراث
از هنیگ به عنوان نمونه ای از یک زن موفق در صنعت تحت سلطه مردان نام برده شده‌است. خود هنیگ می‌گوید که در این صنعت با تبعیض جنسی روبرو نشده، اما تفاوت دیدگاه با مردان در این صنعت در برخی موارد کمک کرده‌است. مجله ویدیویی انگلیسی اج او را به عنوان یکی از ۱۰۰ زن با نفوذ در صنعت بازی توصیف کرد.
در ژوئن ۲۰۱۶ جایزه ویژه BAFTA به هنیگ اعطا شد. او جایزه Lifetime Achievement را در جوایز انتخاب توسعه‌دهندگان بازی در مارس ۲۰۱۹ دریافت کرد.

## آثار
| نام                                     | سال    | به عنوان                     | ناشر                       |
| --------------------------------------- | ------ | ---------------------------- | -------------------------- |
| Electrocop                              | ۱۹۸۹   | هنرمند (آرتیست)              | Atari Corporation          |
| The Bard's Tale IV                      | لغوشده | هنرمند (آرتیست)              | الکترونیک آرتس             |
| حمله صحرایی: بازگشت به خلیج             | ۱۹۹۲   | هنرمند (آرتیست)              | الکترونیک آرتس             |
| Michael Jordan: Chaos in the Windy City | ۱۹۹۴   | طراح، هنرمند                 | الکترونیک آرتس             |
| 3D Baseball                             | ۱۹۹۶   | هنرمند                       | کریستال داینامیکس          |
| Blood Omen: Legacy of Kain              | ۱۹۹۶   | مدیر طراحی                   | کریستال داینامیکس          |
| Legacy of Kain: Soul Reaver             | ۱۹۹۹   | کارگردان، تهیه‌کننده، نویسنده | Eidos Interactive          |
| Soul Reaver 2                           | ۲۰۰۱   | کارگردان، نویسنده            | Eidos Interactive          |
| Legacy of Kain: Defiance                | ۲۰۰۳   | کارگردان، نویسنده            | Eidos Interactive          |
| جک ۳                                    | ۲۰۰۴   | کارگردان اصلی                | سونی اینتراکتیو انترتینمنت |
| آنچارتد: اقبال دریک                     | ۲۰۰۷   | کارگردان خلاق، نویسنده       | سونی اینتراکتیو انترتینمنت |
| آنچارتد ۲: درمیان دزدان                 | ۲۰۰۹   | کارگردان خلاق، نویسنده       | سونی اینتراکتیو انترتینمنت |
| آنچارتد ۳: فریب دریک                    | ۲۰۱۱   | کارگردان خلاق، نویسنده       | سونی اینتراکتیو انترتینمنت |
| آنچارتد: ژرفای طلایی                    | ۲۰۱۱   | مشاور داستانی                | سونی اینتراکتیو انترتینمنت |
| بتلفیلد هاردلاین                        | ۲۰۱۵   | نویسنده                      | الکترونیک آرتس             |